# Лази-Лесьні
Лази-Лесьне (пол. Łazy Leśne) — село в Польщі, у гміні Кампінос Варшавського-Західного повіту Мазовецького воєводства.
У 1975-1998 роках село належало до Варшавського воєводства.